# تاكاهيرو كانيميتسو
تاكاهيرو كانيميتسو (باليابانية: 金光 栄大) (21 مارس 1986 في كوراشيكي في اليابان – )؛ هو لاعب كرة قدم سابق كان يلعب كمدافع.

## وصلات خارجية
- تاكاهيرو كانيميتسو على موقع Soccerway.com (الإنجليزية)